# Sylvie Guillem
Sylvie Guillem CBE (* 25. Februar 1965 in Paris) ist eine französische Tänzerin und Choreografin. Sie gilt als bedeutendste Tänzerin des späten 20. Jahrhunderts.

## Leben

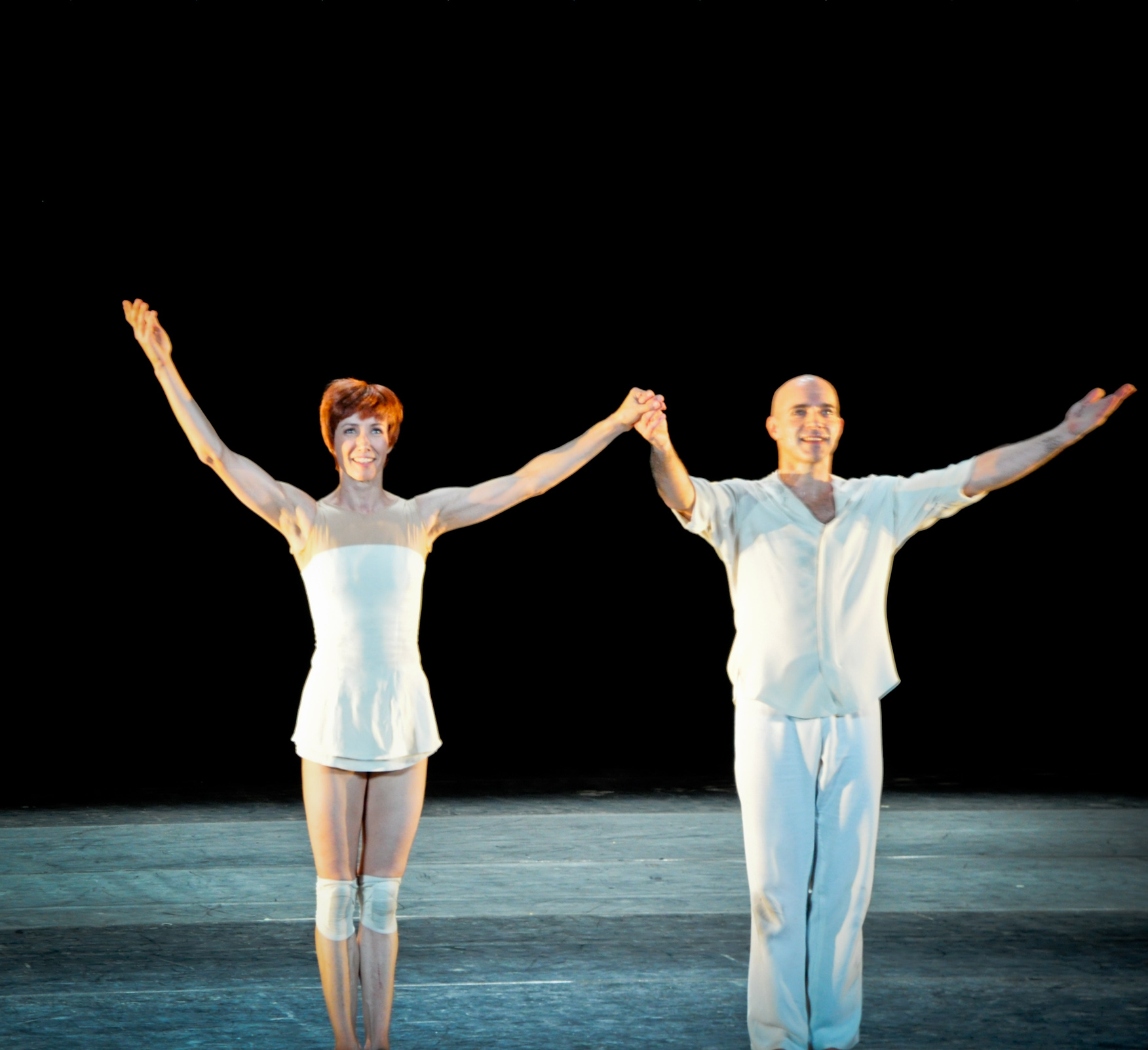
Sylvie Guillem und Russell Maliphant im Jahr 2010

Als Kind begann Sylvie Guillem zunächst mit Kunstturnen, wo sie so gute Leistungen zeigte, dass sie in die Auswahlliste für die französische Olympiamannschaft aufgenommen wurde. Während eines Austauschprogramms mit der Ballettschule der Pariser Oper wurde ihre Begabung für das Ballett entdeckt. Sie war 11 Jahre alt, als sie in diese Schule eintrat. Mit 16 wurde sie in das Ballet de l’Opéra de Paris, das Ballettensemble der Pariser Oper, aufgenommen.
1983 gewann sie den angesehenen internationalen Ballettwettbewerb in Warna. Daraufhin stieg sie zum Rang „Sujet“ auf (die Ränge des Balletts der Pariser Oper sind: Quadrille, Coryphée, Sujet, Premier danseur, Étoile – vergleichbar mit den deutschen Rängen Gruppentänzer/-in, Halbsolist/-in, Solotänzer/-in oder Ballerina, Erste/-r Solotänzer oder Primaballerina, Führende/-r Tänzer/-in). In diesem Jahr wurde Rudolf Nurejew Intendant des Pariser Opernballetts. Er förderte vor allem die jungen Mitglieder der Kompanie, dadurch bekam Guillem die Chance, in mehreren von Nurejew neu inszenierten Klassikern Soli zu tanzen.
Als ausdrucksstarke, temperamentvolle Tänzerin, deren souveräne Körperbeherrschung auch durch die frühe gymnastische Ausbildung geprägt ist (was ihr von manchen Kritikern als „zu sportlich“ vorgeworfen wurde), eignet sie sich sowohl für klassische als auch moderne Choreografien. Hauptrollen in Werken zeitgenössischer Choreografen, wie George Balanchine, Roland Petit, Jerome Robbins und William Forsythe, trugen weiter dazu bei, ihren Stil und ihre Fähigkeiten zu fördern.
Am 19. Dezember 1984 wurde sie zur „Première Danseuse“ befördert. Nur fünf Tage später, nach ihrem Auftritt in Nurejews Schwanensee, wurde sie seine jüngste Étoile. Es folgten weitere Hauptrollen, die sie oft mit Nurejew als ihrem Partner tanzte. Einer der jungen Choreografen, der ihr Talent nutzte, war William Forsythe. 1987 schuf er für sie die Hauptrolle in In the Middle, Somewhat Elevated.
1988 feierte das Royal Opera House Nurejews 50. Geburtstag und lud ihn ein, bei einer Gala den Albrecht in Giselle zu tanzen. Als Partnerin wählte er Guillem aus, die so mit Giselle ihr Debüt in London hatte.
1989, als sie immer noch in Paris tanzte, hatte sie den Wunsch, als Gast auch in anderen Kompanien zu tanzen. Aber Nurejew, als ihr Mentor, war dagegen. Guillem nahm ein Zerwürfnis in Kauf und wechselte gegen seinen Willen als Gasttänzerin zum Londoner Royal Ballet. Während ihrer Zeit am Royal Ballet tanzte sie Choreografien von Kenneth MacMillan, Frederick Ashton und Adam Cooper und machte während dieser Zeit nicht nur mit großen Leistungen, sondern auch temperamentvollen Auseinandersetzungen mit ihren Choreografen von sich reden.
Als Choreograf kam besonders Maurice Béjart mit seiner theatralischen Choreografieauffassung ihrem Können und ausdrucksvollen Stil entgegen. Ihr erstes Stück von Béjart tanzte sie ohne seine Erlaubnis beim Ballettwettbewerb in Varna. Später arbeitete sie an der Pariser Oper mit ihm. Sissi Impératrice, eine Choreografie Béjarts, in der Guillem die Kaiserin Elisabeth von Österreich (oder – es bleibt offen – eine Verrückte, die sich für Elisabeth hält) tänzerisch darstellt, demonstriert die zündende kreative Beziehung zwischen dem Choreografen und seiner Muse sehr anschaulich.
1998 kehrte Guillem als Gasttänzerin zum Pariser Opernballett zurück.
Sylvie Guillem gewann bisher mehrere internationale Preise und gibt Gastspiele bei renommierten Kompanien auf der ganzen Welt. 2010 studierte sie mit Mats Ek am Stockholmer Dansens Hus das Solo Ajö ein, basierend auf der Klaviersonate op. 111 von Ludwig van Beethoven.
Ihre künstlerischen Vorstellungen setzt sie inzwischen auch als Choreografin um.
2015 wurde ihr das Praemium Imperiale zuerkannt.

## Filmografie
- 2012:
  - Sylvie Guillem – At Work & Portrait, DVD-Produktion des Naxos Deutschland GmbH
- 2009:
  - On the Edge, DVD-Produktion von Universal
  - Ballerina, DVD-Produktion von Alive – Vertrieb und Marketing
- 2008:
  - Sacred Monsters, DVD-Produktion von Axiom Films
- 2002:
  - Evidentia – A Film, DVD-Produktion der Warner Music Group Germany